# Tania
Tania este un prenume feminin, el este forma alintată a prenumelui rusesc Tatiana.

## Variante
Tania, Tanja, Tanya, Tanija, Taniușca, prenumele a fost preluat din anii 1970 și în țările de limbă germană.

## Ziua onomastică
- 12 ianuarie

## Nume de persoane
- Tania Aebi (* 1966), scriitoare americană
- Tanja Becker-Bender (* 1978), violinistă germană
- Tania Bruguera (* 1968), artistă cubaneză
- Tanja Bulanova (* 1969), cântăreață rusoaică de muzică pop
- Tanja Damaske (* 1971), atletă germană
- Tanja Dückers (* 1968), scriitoare și jurnalistă germană
- Tanja Geke (* 1971), actriță germană
- Tanja Hart (* 1974), sportivă germană
- Tanja Jonak (* 1970), cântăreață germană
- Tanja Kinkel (* 1969), scriitoare germană
- Tanja Kolbe (* 1990), patinatoare germană
- Tânia Maria (* 1948), cântăreață braziliană
- Tanja Ostojic (* 1972), artistă sârboaică
- Tanja Poutiainen (* 1980), schioare finlandeză
- Tanja Rastetter (* 1971), fotbalistă și antrenoare germană
- Tanja Ribič (* 1968), actriță slovenă
- Tanya Roberts (* 1955), actriță americană
- Tanja Schneider (* 1974), schioare austriacă
- Tanja Schumann (* 1962), actriță germană
- Tanja Szewczenko (* 1977), patinatoare și actriță germană
- Tanja Vreden (* 1977), fotbalistă germană
- Tanja Wedhorn (* 1971), actriță germană
- Tanja Wenzel (* 1978), actriță germană
- Tanja Wörle (* 1980), fotbalistă germană